# Bertholdia fumida
Bertholdia fumida là một loài bướm đêm thuộc phân họ Arctiinae, họ Erebidae.